# Alfons Beckstedde
Alfons „Ali“ Beckstedde (* 13. März 1962) ist ein deutscher Fußballtrainer und ehemaliger Fußballspieler.

## Werdegang
Der Mittelfeldspieler spielte ab Mitte der 1980er Jahre beim TuS Paderborn-Neuhaus. Nach einer kurzen Zwischenstation beim FC Gütersloh wechselte Beckstedde zu Preußen Münster, mit denen er 1989 Meister der Oberliga Westfalen wurde und in die 2. Bundesliga aufstieg. Für Münster absolvierte Beckstedde 17 Zweitligaspiele und blieb dabei ohne Torerfolg. Später war er noch für die SpVg Beckum aktiv.
Ende der 1990er Jahre schlug Beckstedde eine Trainerkarriere ein und trainierte in der Saison 1999/2000 den Verbandsligisten Westfalia Rhynern. Anschließend wechselte er zum Oberligisten SV Lippstadt 08 und führte das Team in der Saison 2002/03 auf den vierten Platz. 2007 übernahm Beckstedde den FC Gütersloh 2000 und erreichte mit der Mannschaft ein Jahr später die Qualifikation zur NRW-Liga, aus der die Gütersloher 2009 abstiegen. Es folgten zwei Jahre beim Delbrücker SC, ehe er im Sommer 2014 den Regionalligisten SC Wiedenbrück übernahm.
Hauptberuflich arbeitet Alfons Beckstedde als Landwirt und besitzt einen Hof im Beckumer Stadtteil Vellern.